# Cauri

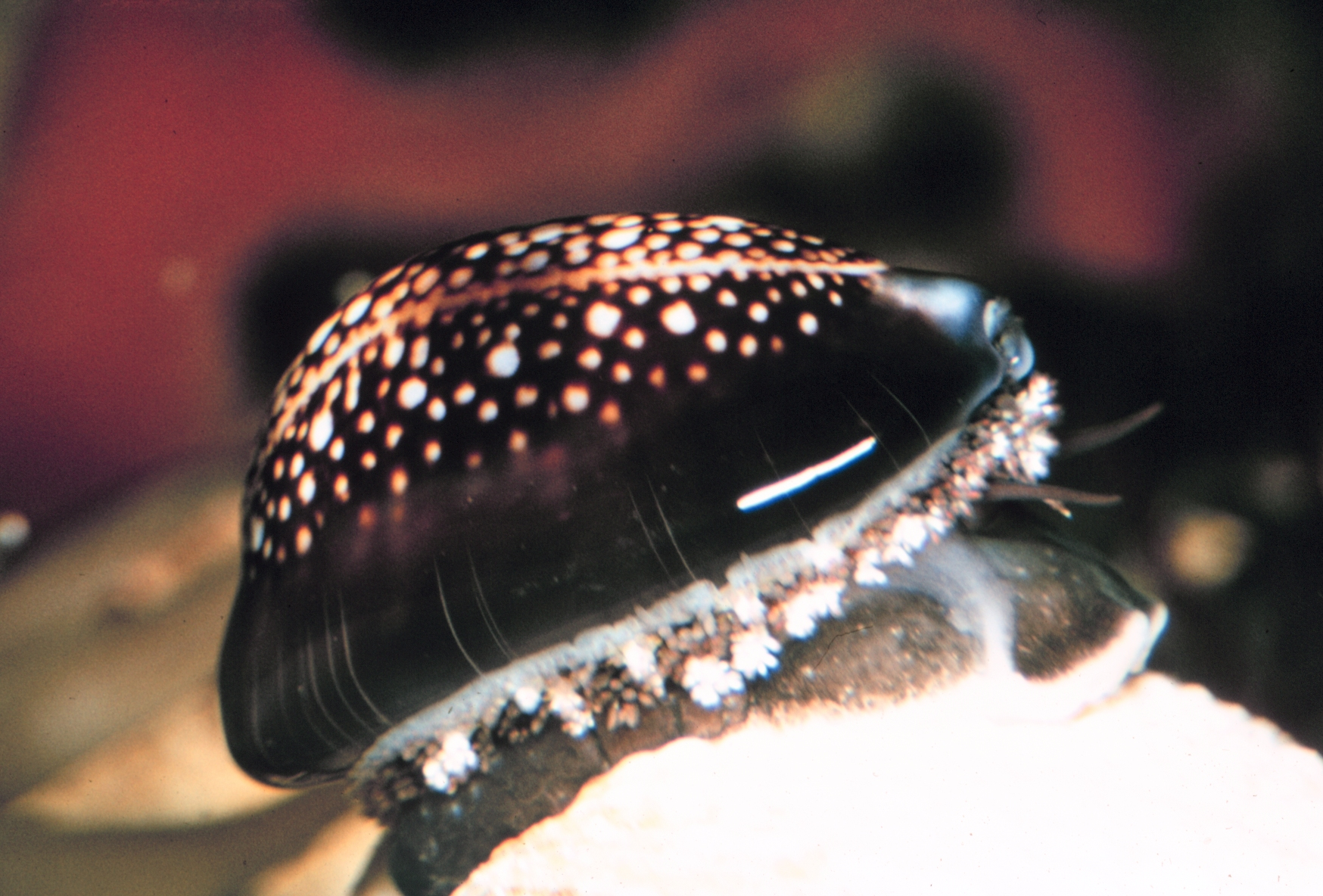
Cypraea caputserpentis.

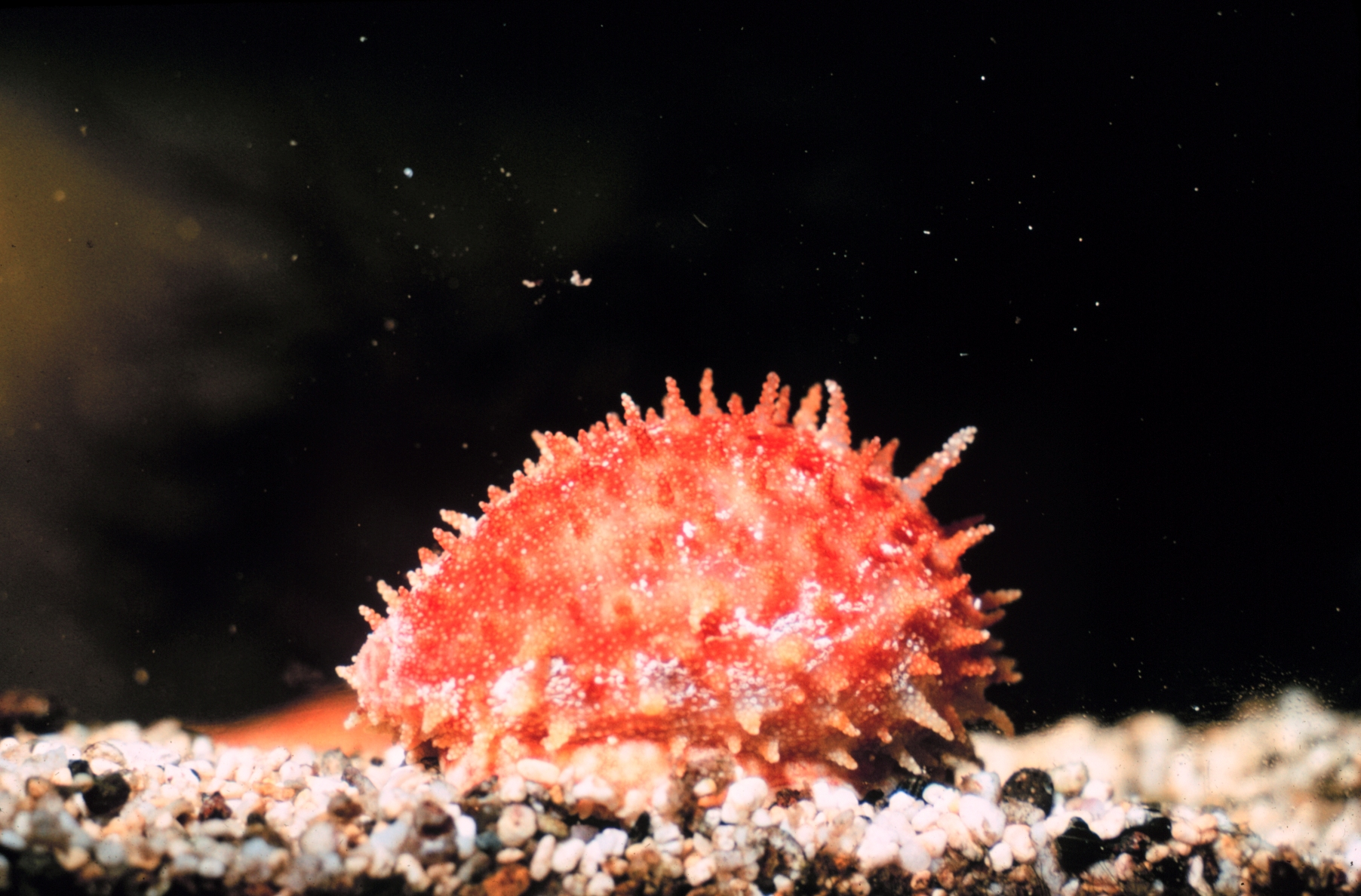
Cauri (Cypraea chinensis) con manto completamente extendido

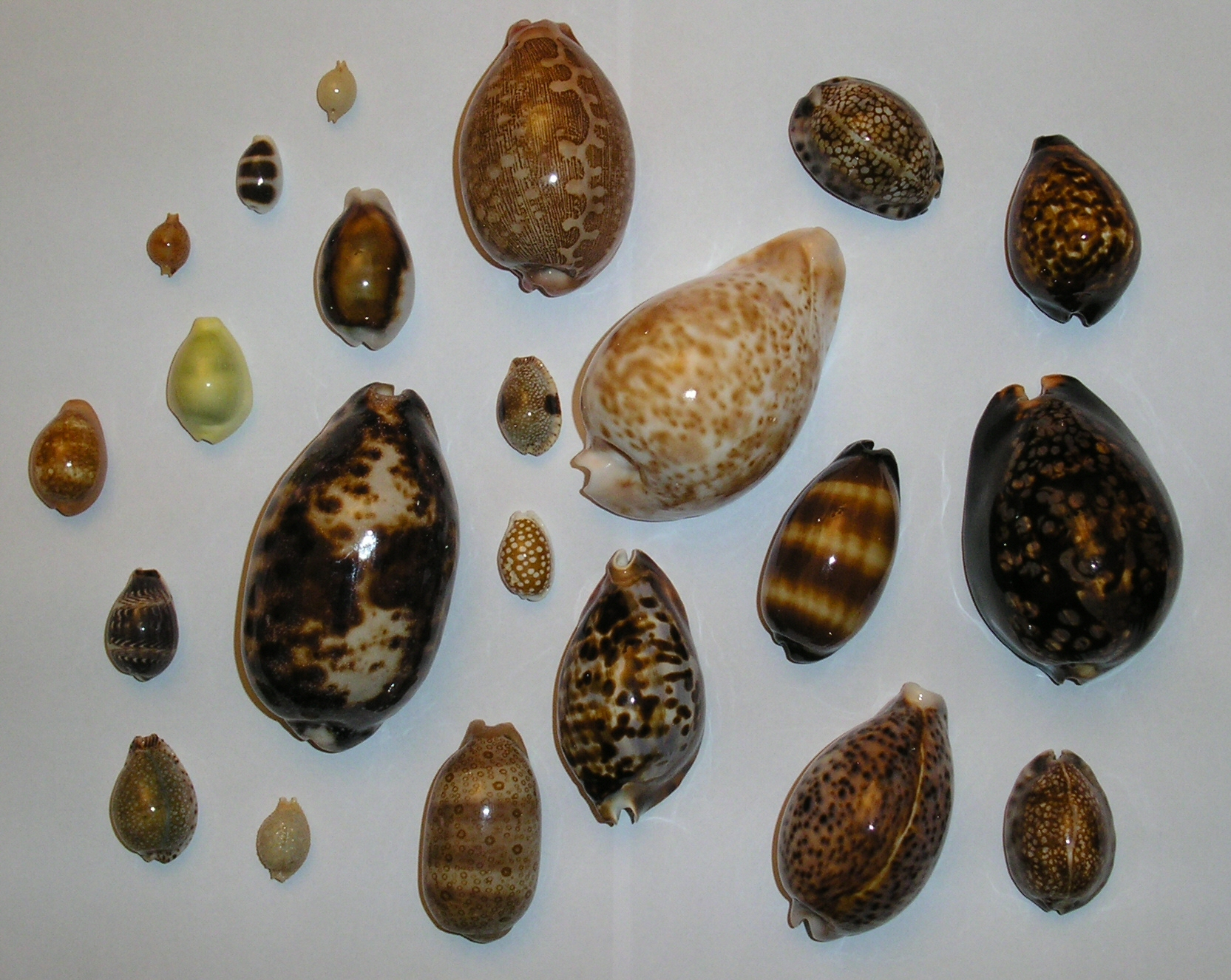
Conchas de varias especies de cauri; todas menos una tienen sus extremos anteriores apuntando hacia la parte superior de esta imagen

Cauri (en plural, cauríes) es el nombre común de un grupo de caracolas marinas pequeñas y grandes, moluscos gasterópodos marinos de la familia Cypraeidae.
El término porcelana deriva del antiguo término italiano para la concha de cauri (porcellana) debido a su apariencia similar.
Históricamente, las conchas de ciertas especies se han empleado como moneda (dinero primitivo) en varias partes del mundo, además de ser usadas, en el pasado y en la actualidad, de manera muy extensa en la joyería y para otros fines tanto decorativos como ceremoniales.
La concha de cauri era la más utilizada en todo el mundo como moneda de concha. Es más abundante en el océano Índico, y era recolectada en las islas Maldivas, en Sri Lanka, a lo largo de la costa india de Malabar, en Borneo y en otras islas de las Indias Orientales, en las islas Molucas en el Pacífico y en varias partes de la costa africana, desde el cabo Ras Hafun hasta Mozambique. la moneda de concha de cauri fue importante en las redes comerciales de África, el sur de Asia y el oriente de Asia.
Algunas especies de la familia Ovulidae también son llamadas cauris. En las islas británicas, las especies locales Trivia (familia Triviidae, especies Trivia monacha y Trivia arctica) a veces son llamadas cauris. Los Ovulidae y los Triviidae están relacionadas con los Cypraeidae.

## Etimología
La palabra cauri proviene del hindi कौडि (kaudi), del tamil கவடி («kavadi»), que tiene su origen en el sánscrito कपर्द (kaparda).

## Descripción de las conchas

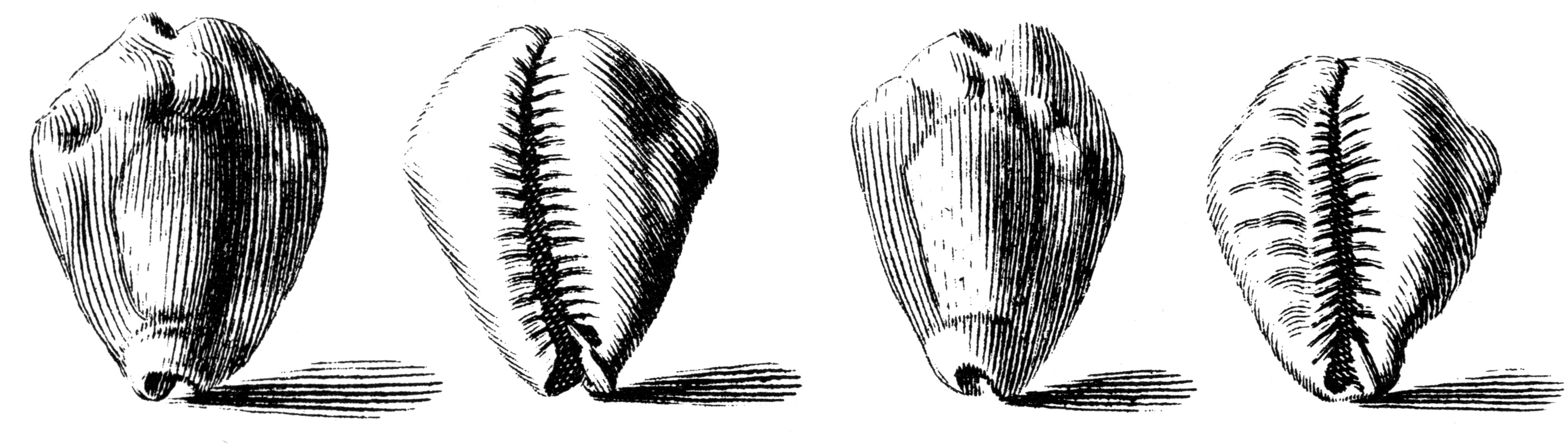
1742 dibujo de conchas de la moneda de cauri, Cypraea moneta

Las conchas de los cauris suelen ser lisas y brillantes y más o menos ovaladas. El lado redondo de la concha se llama cara dorsal, mientras que el lado inferior plano se llama cara ventral, que muestra una abertura larga, estrecha y en forma de hendidura (apertura), que con frecuencia es dentada en los bordes. El extremo más angosto de la concha de cauri ovalada es el extremo anterior, y el extremo más ancho de la concha se llama posterior. La aguja de la concha no es visible en el caparazón adulto de la mayoría de las especies, pero es visible en los juveniles, que tienen una forma diferente a la de los adultos.
Casi todos los cauris tienen un brillo como el de la porcelana, con algunas excepciones, como el cauri granulado de Hawái, Nucleolaria granulata. Muchos tienen patrones coloridos. Sus longitudes van desde los 5 mm en algunas especies hasta los 19 cm para el cauri ciervo del Atlántico, Macrocypraea cervus.

## Uso humano

### Uso monetario
Las conchas de cauri, especialmente Monetaria moneta, fueron usadas durante siglos como moneda por nativos africanos. En su libro Matrimonio y moral, Bertrand Russell atribuyó el uso como moneda de las conchas de cauri en el antiguo Egipto a la similitud entre la forma de la concha y la de los genitales femeninos. Como fuere, después del siglo XVI, el uso de las conchas de cauri como moneda se volvió aún más común. Las naciones occidentales, principalmente a través de la trata de esclavos, introdujeron grandes cantidades de cauríes maldivos en África. El cedi de Ghana recibió su nombre del de las conchas de cauri. Desde hace más de tres milenios, las conchas de cauri, o copias de las conchas, se usaron como moneda china. También se emplearon como medios de cambio en la India.
El carácter chino clásico para dinero (貝) se originó como un dibujo estilizado de una concha de cauri maldiva. Las palabras y caracteres relacionados con el dinero, la propiedad o la riqueza suelen tener este radical. Antes del período de primaveras y otoños, las conchas de cauri se usaban como un tipo de ficha comercial que le daba acceso a los recursos de un señor feudal a un vasallo digno.[cita requerida]

### Uso ritual
Los aborígenes ojibwe en América del Norte usan conchas de cauri que son llamadas conchas sagradas Miigis o conchas blancas en ceremonias midewiwin, y el Parque Provincial Whiteshell en Manitoba, Canadá, lleva el nombre de este tipo de concha. Existe cierto debate en torno a cómo los ojibway intercambiaban o encontraban tales conchas, tan tierra adentro y tan al norte, muy lejos del hábitat natural de los cauris. Narraciones orales y rollos de corteza de abedul parecen indicar que las conchas eran encontradas en el suelo o eran arrojadas a las orillas de lagos o ríos. Encontrar conchas de cauri tan tierra adentro podría indicar un uso previo de ellas por parte de una tribu o grupo anterior en el área, que pueden haberlas obtenido a través de una extensa red comercial en el pasado antiguo.[cita requerida]
En Brasil, como resultado del comercio atlántico de esclavos provenientes de África, también se tocan conchas de cauri (llamadas búzios) que se usan para consultar a las divinidades Orixás y escuchar sus respuestas.
Las conchas de cauri se encontraban entre los artilugios usados para la adivinación por parte de los astrólogos Kaniyar Panicker de Kerala, en la India.
En ciertas partes de África, los cauríes eran amuletos preciados y se decía que estaban asociados con la fecundidad, el placer sexual y la buena suerte.

### Joyería
Las conchas de cauri también se usan en la joyería o como adornos o amuletos. En la cultura mendé, las conchas de cauri son consideradas símbolos de feminidad, fertilidad, nacimiento y riqueza. Un escritor etnográfico moderno supone que su parte inferior representa una vulva o un ojo.
En las Islas Fiji, caciques perforaban los extremos de una concha de cauri dorada o bulikula, Cypraea aurantium, y la colgaban de una cuerda alrededor del cuello como insignia de rango. Las mujeres de Tuvalu utilizan las conchas de cauri y otras en la artesanía tradicional.

### Juegos y apuestas
Las conchas de cauri se emplean a veces de manera similar a los dados, por ejemplo, en juegos de mesa como el Pachisi, el Ashta Chamma o para la adivinación (cf. Ifá y las costumbres anuales de Dahomey de Benín). Se lanzan varias conchas (6 o 7 en el Pachisi), y las que aterrizan con la abertura hacia arriba indican el número real que se obtuvo.[cita requerida]
En Nepal, las conchas de cauri se usan para un juego de apuestas en el que cuatro apostadores diferentes (y sub-apostadores debajo de ellos) lanzan 16 conchas. Este juego generalmente se juega en los hogares y en público durante el festival hindú de Tihar o Deepawali. En el mismo festival, estas conchas también reciben culto como símbolos de la diosa Lakshmí y de la riqueza.[cita requerida]

### Otros
Conchas grandes de cauri, como las de Cypraea tigris, se han usado en Europa en el pasado reciente como un huevo de zurcir sobre el que se estiraban los talones de los calcetines. La superficie lisa del cauri permite ubicar la aguja debajo de la tela más fácilmente.[cita requerida]

En las décadas de 1940 y 1950, conchas de cauri pequeñas eran usadas como material didáctico en escuelas primarias, por ejemplo, para contar, sumar y restar.

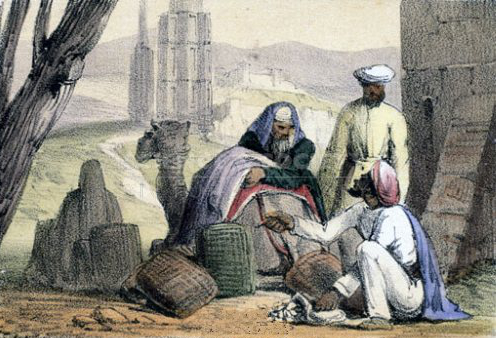
Impresión de 1845 que muestra conchas de cauri utilizadas como dinero por un comerciante árabe
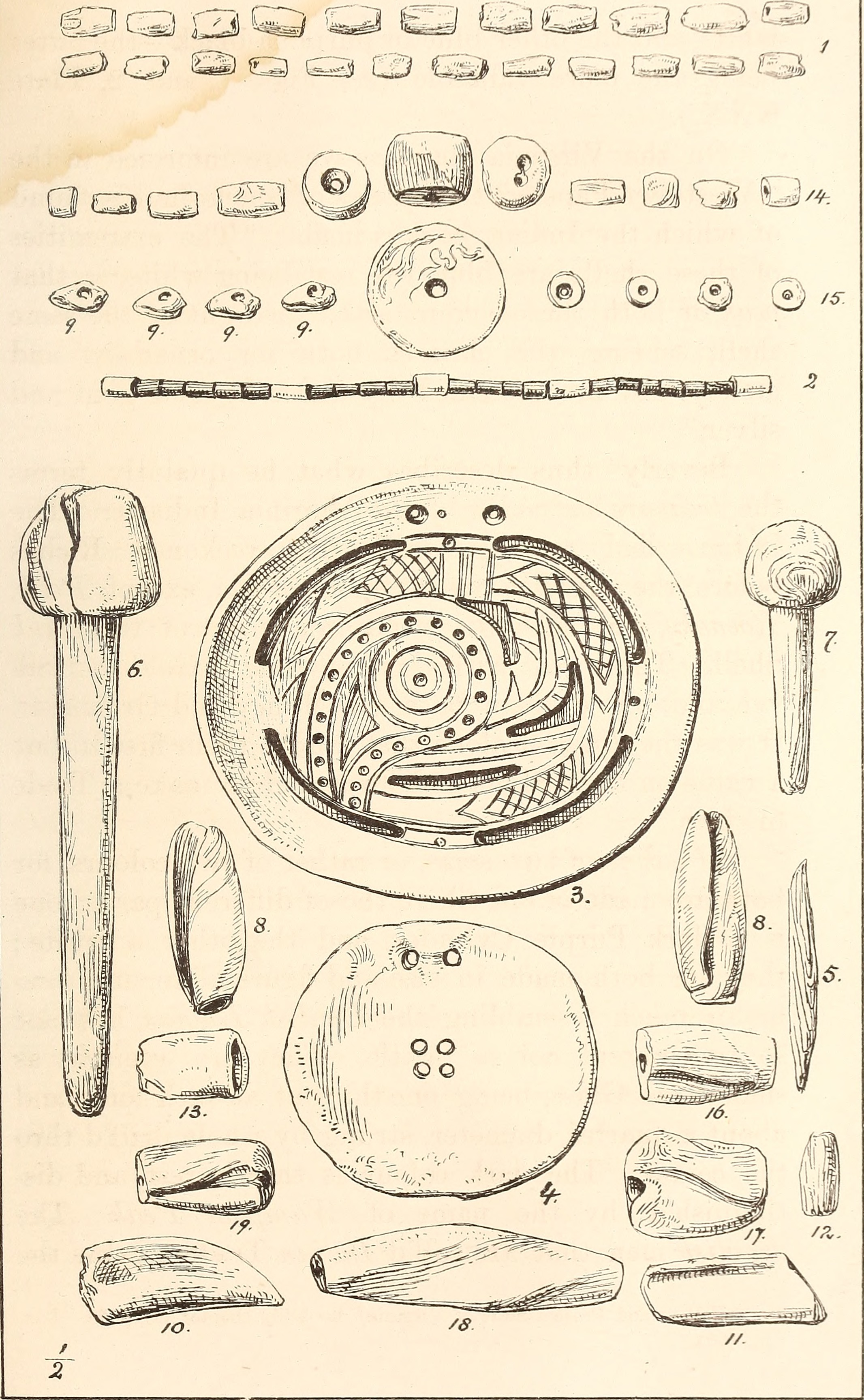
Antigüedades de nativos americanos, particularmente de las tribus de Georgia (1873)
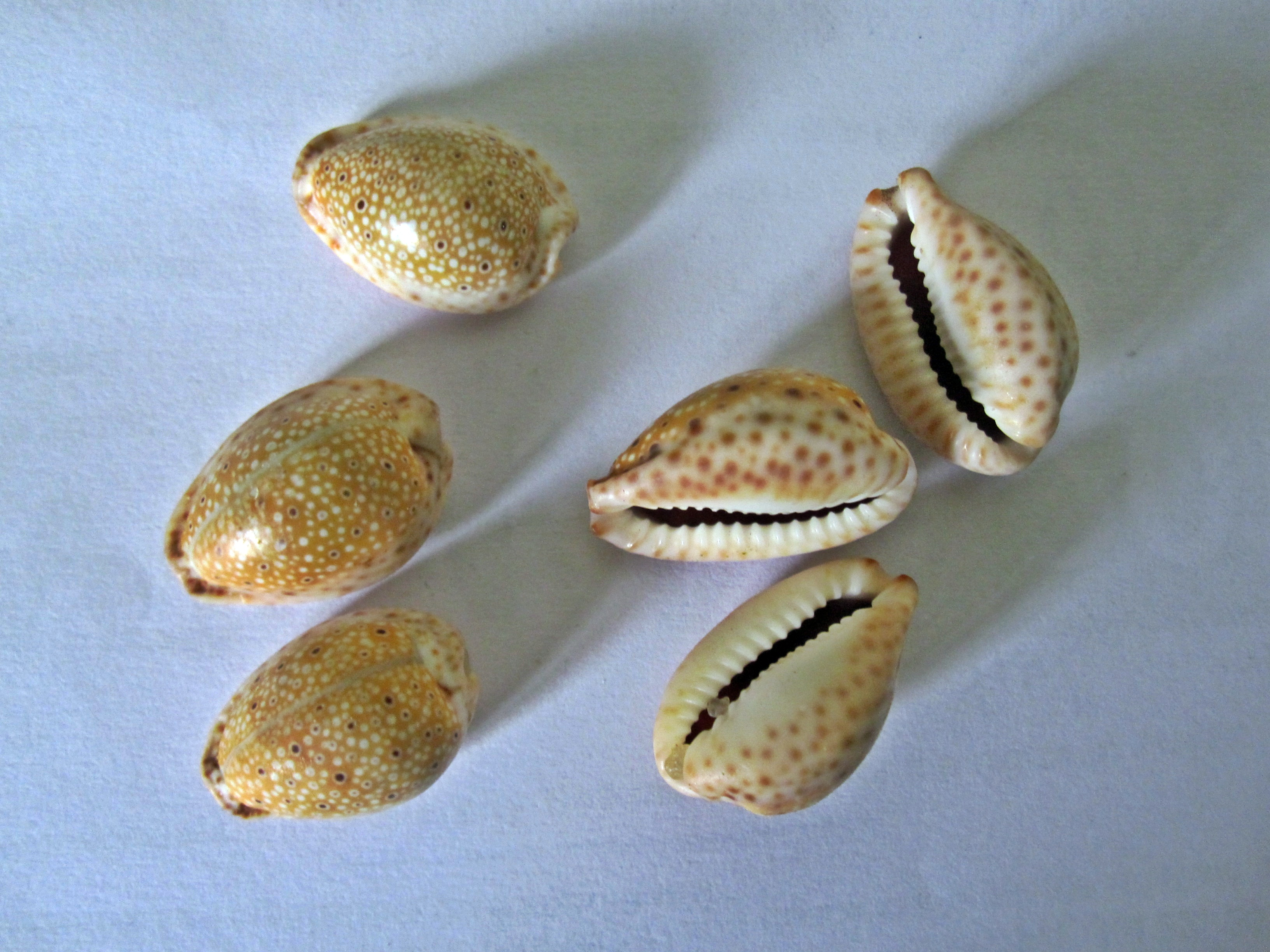
Conchas de cauri utilizadas como dados, mostrando un resultado de 3